# Rue des Islettes
La rue des Islettes est une voie du 18e arrondissement de Paris, en France.

## Situation et accès
La rue des Islettes est une voie publique située dans le 18e arrondissement de Paris. Elle débute au 112, boulevard de la Chapelle et se termine au 57, rue de la Goutte-d'Or.

## Origine du nom

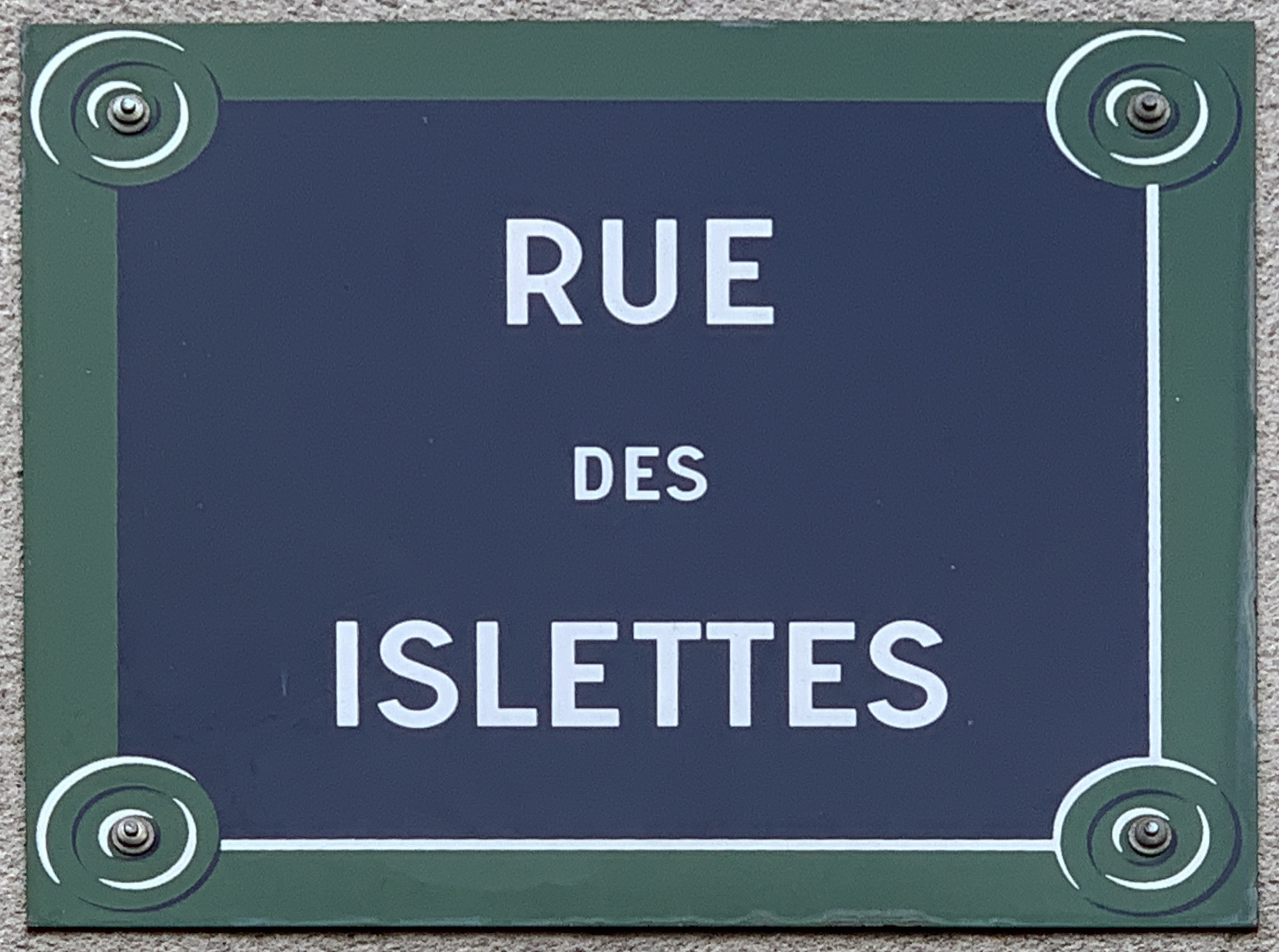
Plaque de la rue.

Cette place doit son nom à un ancien lieu-dit situé sur l'ancienne commune de La Chapelle.

## Historique
La rue est ouverte par la commune de La Chapelle sous le nom de « rue-Neuve-de-la-Goutte-d'Or ». Après le rattachement de cette commune à Paris par la loi du 16 juin 1859, elle est officiellement incorporée à la voirie parisienne en 1863.
Elle prend son nom actuel par un arrêté du 1er février 1877.